# Ludwigiet
Het mineraal ludwigiet is een zeldzaam magnesium-ijzer-boraat, met de chemische formule Mg2Fe3+BO5. Ludwigietkristallen zijn donkergroen tot zwart en zijn sterk pleochroïsch. Het kristalstelsel is orthorombisch. Het komt voor als massieve of granulaire eenheden, zeer zelden als prismatische kristallen.
Het mineraal is noch magnetisch, noch radioactief.

## Naamgeving en ontdekking
Ludwigiet is genoemd naar de Oostenrijkse scheikundige Ernst Ludwig van de Universiteit van Wenen. Het mineraal werd in 1874 ontdekt in Ocna de Fier (district Caraş-Severin, Roemenië).